# Victor Kiplangat
Victor Kiplangat (10 de novembro de 1999) é uma fundista ugandense, campeão mundial da maratona, título conquistado no Campeonato Mundial de Atletismo de 2023, em Budapeste, Hungria.